# Robert-Eugène-Hippolyte-Alexandre Mancier
Robert-Eugène-Hippolyte-Alexandre Mancier, francoski general, * 1880, † 1958.